# Eupithecia erectinota
Eupithecia erectinota là một loài bướm đêm trong họ Geometridae.